# Ten Hove (Panningen)
Ten Hove of Huis Helden was een kasteel in het Nederlandse dorp Panningen, provincie Limburg. Het kasteel is verdwenen maar de bijbehorende boerderij De Hoof is nog aanwezig.

## Geschiedenis
Rond 1400 had Daniël van Ghoor de boerenhof Hoof in leen van de heer van Horn. Bij dit hof behoorden tienden, die Daniël voor een deel verkocht aan de Karthuizers uit Roermond. In 1431 werd in een akte melding gemaakt van Zybert van Herckenbosch als eigenaar van het huis Ten Hove. Ook Daniël van Ghoor komt in deze akte voor, als zijnde de vorige eigenaar.
Ten Hove was de zetel van de heerlijkheid Helden. Deze heerlijkheid viel sinds 1279 onder Gelre en was ondergebracht bij het Ambt van Kessel.
Vóór het jaar 1469 kwam Ten Hove in handen van de familie Van Hillen. Dit kan zijn gebeurd door een huwelijk of door aankoop. Dirk van Hillen werd in 1517 door zijn zoon Reinier opgevolgd. In 1675 verkocht de familie het huis aan Jan Reinier Bouwens van der Boije, landrentmeestergeneraal van Spaans Gelre en eigenaar van de heerlijkheid Helden, die hij in 1673 van de Spaanse koning had gekocht. Hij liet alles in 1697 aan zijn zoon Johan Albert.
Het huis werd in de 17e eeuw overigens al nauwelijks meer door de eigenaren zelf bewoond: de familie Hillen was vooral actief als drost in Montfort, terwijl Jan Reinier Bouwens van der Boije op kasteel Makken woonde.

### Nieuwbouw
Johan Albert Bouwens van der Boije was getrouwd met Maria Emilia Antoinette Raba barones van Geldern-Arcen en het stel besloot om het boerderijachtige goed Ten Hove grondig te moderniseren. Rond 1715 lieten zij een hoofdburcht aanleggen met daarop een nieuw woonhuis, terwijl de oude boerderij voortaan als voorburcht zou fungeren. Mogelijk speelde bij deze ingrijpende plannen ook de wens mee om van Ten Hove een riddermatig goed te maken, zodat Johan Albert toegang kon krijgen tot de ridderschap. Dit is overigens niet gelukt, mede door de gewijzigde politieke verhoudingen in het gebied na de Vrede van Utrecht: de heerlijkheid Helden viel sinds 1713 onder Pruisen en in 1724 besloot de Pruisische overheid dat Ten Hove niet als riddermatig werd erkend.
Het echtpaar liet in 1728 Ten Hove en de heerlijkheid na aan hun dochter Antoinette Petronella Raba. Na haar overlijden in 1744 kwam Ten Hove aan haar zus Maria Barbara, echtgenote van Karel Joseph baron van Overschie. Daarmee werd Ten Hove een familiebezit van het geslacht Van Overschie de Neerijssche.

### Sloop en verkoop
In 1798 werden de feodale rechten opgeheven door de Franse bezetter, waardoor een einde kwam aan de heerlijkheid Helden. Ten Hove bleef in bezit van de familie Van Overschie de Neerijssche, maar zelf woonde de familie in Brussel.
Begin 19e eeuw werd het kasteel afgebroken. De boerderij bleef behouden. Toen de eigenaren van Ten Hove in 1901 besloten om alles te verkopen, werd het goed aangekocht de familie Wilms, die de boerderij al sinds de 17e eeuw pachtte.

## Beschrijving
Ten Hove zal rond 1400 in eerste instantie een boerenhof zijn geweest. Of de eerst bekende eigenaar Daniël van Ghoor ook de bouwheer was van deze hof, is niet bekend.
Op een tiendenkaart uit 1685 staat Ten Hove ingetekend als een omgracht u-vormig gebouwencomplex. Het huis kent dan één bouwlaag en wordt afgedekt door een zadeldak. De muren zijn uitgevoerd in vakwerkbouw. De gracht lijkt te wijzen op een verdedigbare functie, maar het complex komt meer over als een boerenhof dan als een kasteel.

### 18e eeuw
Op basis van een kaart uit 1734 en een tekening van Jan de Beijer uit 1740 komt naar voren dat de voormalige boerenhof in de 18e eeuw grondig is gewijzigd. Deze veranderingen zijn vermoedelijk het resultaat van de omvangrijke uitbreidingsplannen uit 1715. Op de plek van de oude boerderij ligt dan een voorburcht van 60 bij 45 meter groot, terwijl aan de oostzijde een omgrachte hoofdburcht van 60 bij 30 meter is verschenen met daarop een woonhuis. Dit woonhuis heeft een afgesloten binnenplaats met aan de zuidzijde een rechthoekige woonvleugel van enkele woonlagen met een zadeldak en aan beide zijden trapgevels; de andere vleugels zijn slechts één woonlaag hoog met zadeldaken en eindigend in een tuitgevel. Via een brug aan de westzijde kreeg men toegang tot de hoofdburcht. Op de voorburcht lijkt het dat de oude boerderij is gesloopt en vervangen door nieuwbouw met een poort.

### Afbraak
Van het kasteel bleef in de 19e eeuw niets meer over. De gebouwen op zowel de hoofd- als de voorburcht werden afgebroken, op een deel van het poortgebouw op de voorburcht na dat is hergebruikt in de huidige boerderij De Hoof.

## Trivia
De wapenstenen van Jan Albert Bouwens van der Boyen en Maria Emilia Antoinetta Raba zijn na de sloop van kasteel ten Hove ingemetseld in het terras van veerhuis De Staaij in Vierlingsbeek.
Aerwinkel · Kasteel Afferden · Aldt Huys · Aldenborgh · Kasteel Aldenghoor · Aldenhoven · Alte Burg · Kasteel Amstenrade · Slot Annendael · Kasteel Arcen · Baersdonck · Bakvliet · Baronsberg · Baxhof · Beegden ·  Benzenrade · Kasteel De Berckt · Kasteel Bethlehem · Beusdaelshof · Binsfeld · Huis Blankenberg · Kasteel Bleijenbeek · Blitterswijck · Boerlo · Bolberg · Bollenberg · Kasteel De Bongard · Borggraaf · Kasteel d'Erp · Kasteel Borggraaf · Kasteel Borgharen · Kasteel Born · Huis Bree · Breust · Kasteel Broekhuizen · Broekhuizen · Gracht Burggraaf · Kasteel De Burght · Kasteel Cartils · Cloppenburg (Oost-Maarland) · Kasteel Cortenbach · Huis De Dael · Dammerscheid · Kasteel De Bockenhof · De Donck (Sevenum) · De Donck (Swolgen) · De Dorth ·  Huis ten Dijcken · Kasteel Doenrade · De Doom · Douve · Douvenrade · De Dries · Kasteel Erenstein · Kasteel Eijsden · Eijsden · Einrade · Kasteel Elsloo · Ensenbroek · Eperhuis · Etzenraderhuuske · Exaten · Kasteel Eijckholt · Kasteel Eyckholt · Eys · Gastendonck · Kasteel Genbroek · Gebroken Slot · Kasteel Geijsteren · Kasteel Op Genhoes · Kasteel Genhoes · Genneperhuis · Kasteel Het Geudje · Kasteel Geulle · Kasteel Geusselt · Geijsteren · Gen Heck · Ghoor · Kasteel Goedenraad · Kasteel Grasbroek · Kasteel Groenendaal · Groethof · Groot Paarlo · Kasteel van Gronsveld · De Gun ·Kasteel Haeren · Kasteel Den Halder · Heerlaer · Heeze · Heijen · 's-Herenanstel · Kasteel Hillenraad · Kasteel Hoensbroek · Hoenshuis · Holstrate · Holtmühle · Huize Holtum · Kasteel Horn · De Horst · Huys ter Horst · Ten Hove (Grathem) · Ten Hove (Panningen) · Huis Brias · Huis Darth ·  Kasteel Hurpesch · Kasteel Sint-Jansgeleen · Kasteel Jerusalem · Kasteel Kaldenbroek · Den Kamp · Kasteel Karsveld · Kasteel Keverberg · Klein Paarlo · Klimmender Huuske · De Kolck · Koppelberg · Laar · Landsfort · Kasteel Lemiers · Kasteelruïne Lichtenberg · Kasteel Limbricht · Lonesteyn · Huize Lovendael · Mazenburg · Kasteel van Meerlo · Kasteel Meerssenhoven · Meezenbroek · Kasteel van Mheer · Middelaar · Kasteel Millen · Kasteel Montfort · Movert · Mulrode · De Munt · Château Neercanne · Kasteel Neubourg · Nienghoor · Huis Nierhoven · Kasteel Nieuwenbroeck · Nije Huys · Kasteel Nijenborgh · Kasteel Nijswiller · Nijthuysen · Kasteel Obbicht · Oedenrade · Kasteel Ooijen · Kasteel Oost (Valkenburg) · Kasteel Oost (Oost-Maarland) · Kasteel Ouborg · Overen · Kasteel Passarts-Nieuwenhagen · Prickenis · Prinsenhof · Puth · De Putting · Raath · De Raay · Ravenhof · Kasteel Reijmersbeek · Kasteel van Rijckholt · Kasteel Rivieren · Rodenbroek · Rosendaal · Kasteel Schaesberg · Kasteel Schaloen · Te Scharen · Schenkenburg · Kasteel Scheres · De Spijker (Geijsteren) · De Spijker (Leeuwen) · Huis Severen · Sibberhuuske · Château St. Gerlach · Spraland · Huis De Spyker · Huize Stalberg · Stalberg (Wellerlooi) · De Steeg · Kasteel Stein · Steinhagen · Steenen Huis · Stoel van Swentibold · Strijthagen (Landgraaf) · Strijthagen (Welten) · Struyver · Kasteel Terborgh · Terlinden (Wijnandsrade) · Terveurdt · Ter Weyer · Kasteel Ter Worm · De Tombe · Huis De Torentjes · Triest · Trippaert · Kasteel Vaalsbroek · Kasteel Vaeshartelt · Valkenburg · Vliek · De Vroenhof · Vrijburg · Kasteel Wambach · Warenberg · Well · Weyershof ·  Wijlre · Kasteel Wijnandsrade · Wijnandsrade · Wijnantshof · Wissegracht · Huize Witham · Kasteel Wittem · Wolfrath · Wylre